# Castillo-Fortaleza de Santa Pola
El castillo-fortaleza de Santa Pola (provincia de Alicante, España) está situado en la Plaza Glorieta y fue construido en el siglo siglo XVI en estilo renacentista, teniendo reformas posteriores de los siglos XVIII y XIX. En el interior se halla el patio de armas y el aljibe, con la Capilla de la Virgen de Loreto (Patrona de Santa Pola), el Museo del Mar y el Museo de la Pesca. En el centro del patio, donde antiguamente se situaba un pozo, se encuentra el escudo de Santa Pola.
Es  Bien de Interés Cultural con categoría de  Monumento.

## Historia
Se construyó en 1557 por obra de ingenieros italianos y encargo del Virrey de Valencia, Bernardino de Cárdenas, para protección y defensa de los marineros frente a los ataques de los piratas, hecho frecuente en nuestras costas en los siglos XVI y XVII. Según el Diccionario de Madoz en 1849 su estado era el siguiente:

Comprende 24 pabellones, 2 almacenes, 2 hornos de pan cocer, 1 algibre en medio de la gran plaza, y 1 igl[esia] ó ermita dedicada a Ntra. Sra. de Loreto, en la que reside de ordinario 1 clérigo. Tiene 2 cañones de a 12, y una guarnición fija compuesta de 1 comandante militar de la clase de capitan, 1 sargento, 1 cabo, 9 soldados con su tambor, 3 artilleros y 5 individuos de la clase de torreros.
Diccionario de Madoz

Actualmente, el castillo-fortaleza se halla convertido en Centro Cultural, en el que se desarrollan actividades de carácter cultural, festivo y religioso.

## Estructura

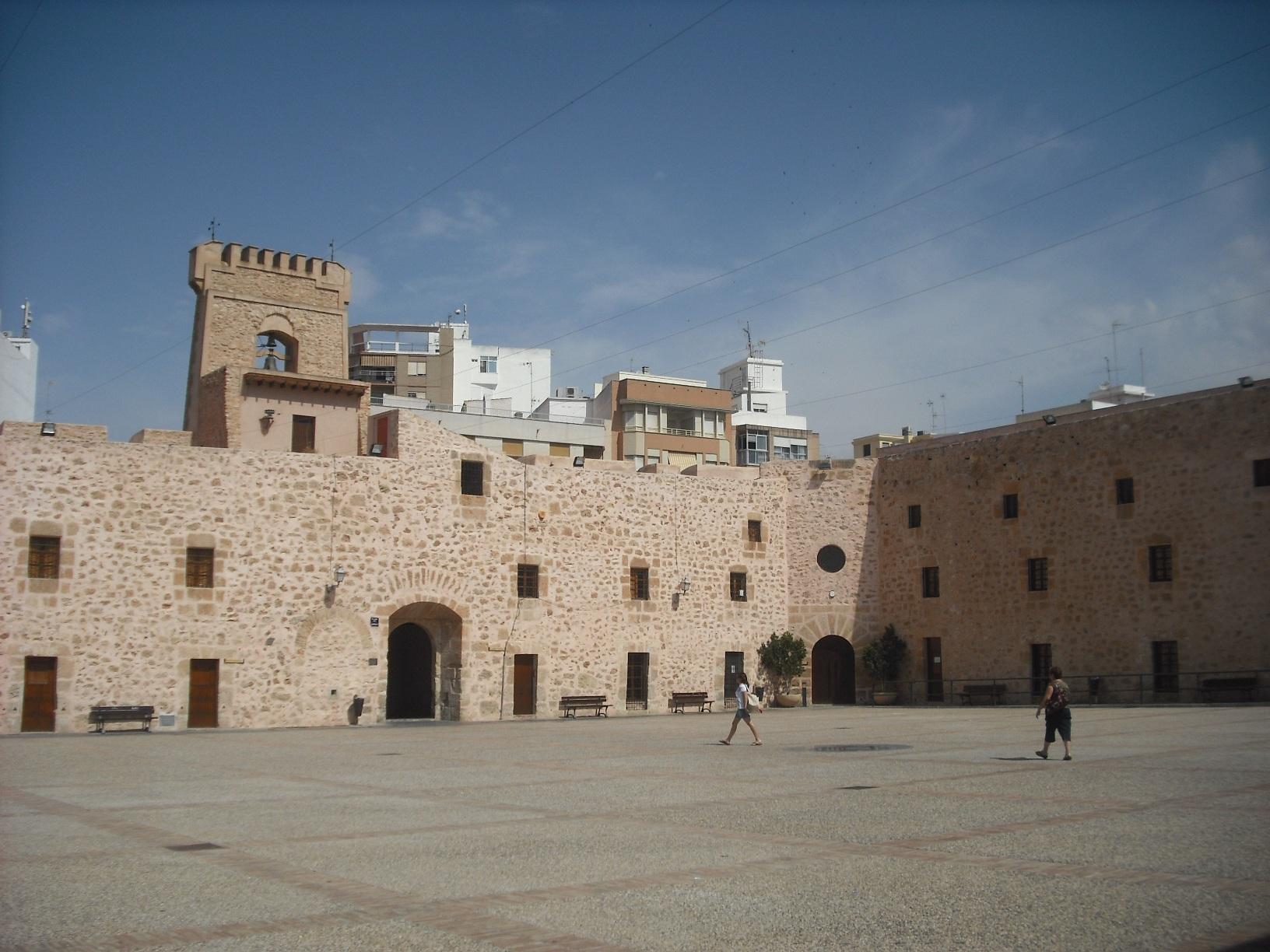
Patio de armas

Se trata de una fortaleza de planta cuadrada, con dos baluartes y dos torreones en las esquinas nordeste y sudoeste, propios del arte militar renacentista. El primero se utilizó como palacio del duque hasta el siglo XVIII. En los otros dos ángulos noroeste y sudeste se encuentran el "Baluarte del Duque" y el "Baluarte del Rey" respectivamente. 
Los torreones están realizados en mampostería y sillería encadenada en las esquinas. Los baluartes tiene muros exteriores inclinados rematados por una moldura de medio bocel que rodea todo el recinto. Los vértices de los mismos están redondeados. El acceso principal se sitúa en el lado sudoeste con un arco exterior de sillería de medio punto, se trata de un acceso en "L" según las normas vitrubianas. La muralla es ciega al exterior, mientras que al interior está perforada por superposición de puertas y ventanas de las viviendas de los soldados, que se desarrollan abiertas al patio de armas.
El patio es también cuadrado con los ángulos achaflanados, por los que se accede a las dependencias situadas en los baluartes y los torreones.